# Aldebrando di Bagnoregio
Aldebrando, o Aldobrando (Bagnoregio, XIII secolo – Sutri, 1290), è stato vescovo di Sutri dal 1283 al 1290.

## Biografia
Non sono molte le informazioni sulla vita e l'operato del vescovo Aldebrando, figlio di Silvestro, nativo di Bagnoregio.
Nel 1242 era canonico della cattedrale di Bagnoregio. In quell'anno fu incaricato dalla priora del monastero di San Cipriano di Bagnoregio di una trattativa con il vescovo Ranerio di Orvieto, per salvaguardare certi diritti che la priora vantava su un monastero della diocesi orvietana.
Al momento della sua elezione a vescovo di Sutri svolgeva ancora le funzioni di canonico della diocesi di Bagnoregio, oltre all'incarico di priore della chiesa di San Nicola di Sipicciano.
Alla fine del 1282 morì il vescovo di Sutri Florasio e il capitolo della cattedrale sutrina, guidato dall'arciprete Cosma, dopo aver ottenuto il permesso della Santa Sede, procedette all'elezione del nuovo vescovo e la scelta cadde su Aldebrando di Bagnoregio. Papa Martino IV confermò questa elezione il 12 gennaio 1283, dando mandato al vescovo di Tusculum di procedere all'ordinazione del nuovo vescovo.
Il nome di Aldebrandus Sutrinus è menzionato in numerosi privilegi con i quali furono accordate indulgenze a favore del monastero di Berge presso Magdeburgo (18 giugno 1284), a favore della cattedrale di Narni in occasione della sua consacrazione (31 maggio 1287), a favore della chiesa di Egmond (dopo il 3 aprile 1287), della chiesa di San Giacomo di Waterler (1288), di un monastero di Francoforte (1289), della chiesa parrocchiale di San Pietro di Monaco di Baviera (prima del 22 febbraio 1289), delle chiese e delle cappelle dell'Ordine teutonico nella diocesi di Magonza (23 marzo 1289).
Aldebrando è ancora documentato il 25 marzo 1290, quando sottoscrisse un diploma di papa Niccolò IV a favore dei frati carmelitani di Siena.
Non è nota la data esatta di morte di Aldebrando. Nel 1290 Niccolò IV, a causa della morte bone memorie Aldebrandi episcopi Sutrini, concesse al capitolo dei canonici di Sutri la facoltà di eleggere il suo successore. Il 16 maggio 1290 il papa confermò l'elezione di Giacomo, successore di Aldebrando.